# 朱宏 (1960年)
朱宏，男。中共黨員、武警少將、中共政治、軍事人物，歷仼武警多個部隊。
歷任武警上海总队司令员、武警重庆总队司令员、中國人民武裝警察部隊重慶總隊副參謀長，內蒙古土左旗人。